# Uljanik (otok)
Uljanik (tal. Scoglio Olivi, njem. Oliven Insel) je jedan od otoka smješten u pulskom zaljevu. Ime je dobio po maslinama ili ulikama koje su rasle na njemu. Od svih maslina preostala je samo jedna[nedostaje izvor] koja se nalazi u središtu otoka okružena objektima brodogradilišta Uljanik čiji se glavni pogoni nalaze upravo na samom otoku.
Površina otoka je 123.233 m2, duljina obalne crte 1969 m, a visina 2 metra (sa zgradama 8m).

## Povijest
Talijanski renesansni geograf, liječnik i pisac Giuseppe Rosaccio u svom izolaru "Viaggio da Venetia a Costantinopoli" spominje otoke Pulskog zaljeva. Izričito navodi da u pulskoj luci postoji 6 otoka ne spominjući njihova imena. Iako je ovaj broj upitan, jer drugi izvori najčešće spominju četiri otoka, Rosaccio sigurno govori o Sv. Andriji (Scoglio Santo Andrea), te današnjim poluotocima - Uljaniku (Scoglio Olivi), Sv. Katarini (Scoglio Santa Catarina), Sv. Petru (Scoglio San Pietro) i Sv. Ivanu.
Otok Uljanik uz otoke Sv. Andrija i Sv. Katarina dijeli pulski zaljev u dva manja bazena. Unutarnji je bazen za vrijeme austrijske uprave nad Pulom bio podijeljen velikim Maslinovim otokom na ratnu luku (Kriegshafen), koja je ležala južnije, i na komercijalnu luku (Handelshafen) koja je ležala sjevernije.
Uljanik je povezan s obalom mostom preko kojeg prolazi željeznička pruga. Na otoku se nalazi pristanište te suhi i mokri dokovi. Ovdje su se od 1884. do 1916. nalazile dvije austrougarske baterije  koje su uništene u bombardiranju u Prvom svjetskom ratu.

## Legenda o Rasparaganu
Roksolani su bili narod skitsko-iranskog podrijetla. Njihov vođa Rasparagan ratovao je s Rimljanima, a 118. godine doživio je u ovom sukobu poraz. Rimljani su ga zarobili i osudili na trajno izgnanstvo na otočić Uljanik kraj Pule.
Rasparagan je živio na Uljaniku sa svojom obitelji, sa sinom i s njegovom obitelji. Na Uljaniku su i pokopani. U 19. stoljeću otkriveno je na Uljaniku mjesto ukopa i ostaci sarkofaga. Bočna ploča sarkofaga izložena je u Puli u Arheološkom muzeju Istre.

## Vanjske poveznice
|  | Zajednički poslužitelj ima još gradiva o temi Uljanik (otok) |